# Прашка (град)
Вижте пояснителната страница за други значения на Прашка.
Прашка (на полски: Praszka; на немски: Praschkau) е град в Южна Полша, Ополско войводство, Олесненски окръг. Административен център е на градско-селската Прашкенска община. Заема площ от 9,35 км2.

## Население
Според данни от полската Централна статистическа служба, към 31 декември 2013 г. населението на града възлиза на 7 944 души. Гъстотата е 850 души/км2.